# Tullio De Piscopo

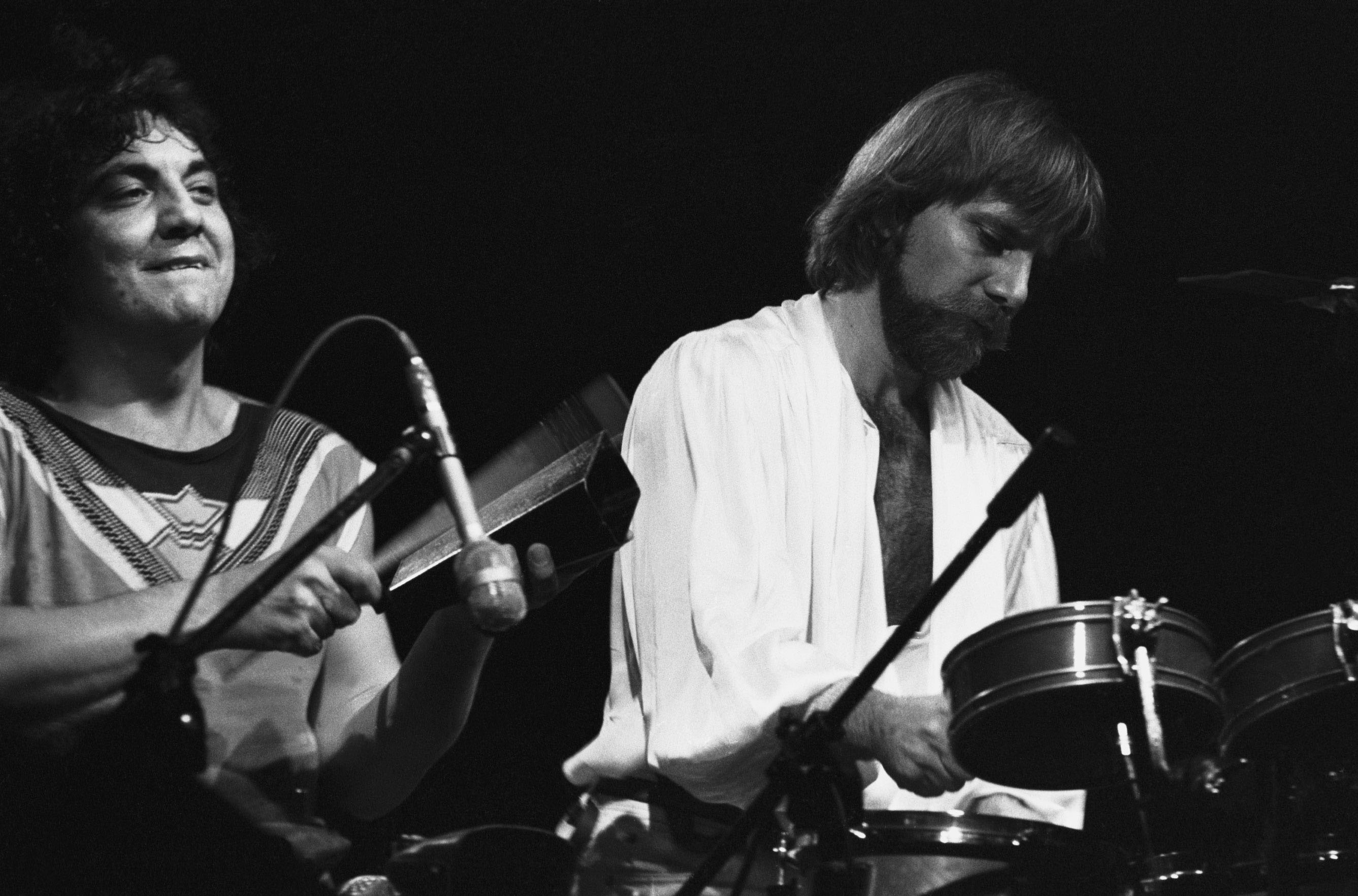
Tullio De Piscopo mit Tony Esposito

Tullio De Piscopo (* 24. Februar 1946 in Neapel, Italien) ist ein italienischer Perkussionist, Popsänger und Fusionmusiker.

## Biografie
De Piscopo studierte am Konservatorium Musik und experimentierte bereits in den 1970er Jahren mit Synthesizern. Er arbeitete mit Gerry Mulligan, Astor Piazzolla, Gato Barbieri, Aldemaro Romero, Lucio Dalla, Pino Daniele und verfasste Filmmusiken. Aus der Verknüpfung von Folk-Elementen mit Jazz und elektronischer Musik entstand ein besonderer Stil. Seiner großen Bekanntheit in Italien hatte De Piscopo die Zusammenarbeit mit Jazzgrößen wie Quincy Jones, Billy Cobham, Bob James und Stéphane Grappelli zu verdanken. Auf seinem 1984er Album Acqua e viento spielte er u. a. mit Don Cherry und Famoudou Don Moye. Die Single Stop Bajon (Primavera) konnte sich in einigen europäischen Ländern in den Singlecharts platzieren.

## Diskografie

### Alben
- 1984: Acqua e viento
- 1985: Eastern Passage
- 1988: Andamento lento
- 1992: In concerto (Butterfly)
- 2001: Planet Jazz (Splasc(H) Records)
- 2007: Stop Bajon – Best Of (ZYX)
- 2008: Bona Jurnata (Capriccio Records)

weitere Alben (unsortiert)
- Album (Coasta Est)
- Bello Carico
- Classic in Jazz (Amiata)
- Cosmopolitanta
- De Piscopo
- Pasio’n Mediterranea
- Zzacotturtaic (Fonit-Cetra Records)

### Singles
- 1976: Semplicità (Carosello)
- 1984: Stop Bajon (Primavera) (Dum Dum)
- 1985: E fatto ’e sorde! E?
- 1988: Andamento lento (Costa Est)
- 1989: E allora e allora (Costa Est)
- 1990: Jastaò (Costa Est)
- 1991: Oulele’ magidi’ (EMI)
- 1993: Qui gatta ci cova (Flying)
- 1996: Primavera (Stop Bajon ’96) (ZYX)
- 2004: Primavera 2004 (Stop Bajon) (House Nation)